# Нензел (Небраска)
Нензел (англ. Nenzel) — селище (англ. village) в США, в окрузі Черрі штату Небраска. Населення — 17 осіб (2020).

## Географія
Нензел розташований за координатами 42°55′38″ пн. ш. 101°6′6″ зх. д. / 42.92722° пн. ш. 101.10167° зх. д. (42.927354, -101.101804).  За даними Бюро перепису населення США в 2010 році селище мало площу 0,81 км², уся площа — суходіл.

## Демографія
Згідно з переписом 2010 року, у селищі мешкало 20 осіб у 7 домогосподарствах у складі 5 родин. Густота населення становила 25 осіб/км².  Було 8 помешкань (10/км²).
Расовий склад населення:
| - 75,0 % — білих - 25,0 % — корінних американців |

До двох чи більше рас належало 0,0 %. Частка іспаномовних становила 0,0 % від усіх жителів.
За віковим діапазоном населення розподілялося таким чином: 40,0 % — особи молодші 18 років, 40,0 % — особи у віці 18—64 років, 20,0 % — особи у віці 65 років та старші. Медіана віку мешканця становила 31,5 року. На 100 осіб жіночої статі у селищі припадало 81,8 чоловіків;  на 100 жінок у віці від 18 років та старших — 71,4 чоловіків також старших 18 років.
Середній дохід на одне домашнє господарство  становив 99 885 доларів США (медіана — 105 625), а середній дохід на одну сім'ю — 107 100 доларів (медіана — 106 250). 
Цивільне працевлаштоване населення становило 24 особи. Основні галузі зайнятості: освіта, охорона здоров'я та соціальна допомога — 41,7 %, оптова торгівля — 25,0 %, публічна адміністрація — 12,5 %, сільське господарство, лісництво, риболовля — 12,5 %.